# مركز الدراسات الليبية
مركز الدراسات الليبية (مركز دراسات جهاد الليبيين ضد الغزو الإيطالي) هو مركز ثقافي افتتح عام 1978 في طرابلس، ليبيا. يحتوي على 100.000 مجلد. 
تجمع مئات الليبيين أمام مركز الدراسات الليبية في طرابلس احتجاجاً على جهود الاستيلاء على المبنى، فقد طالبوا الهيئة العامة للصناعات بالأرض التي يقع عليها مبنى المركز منذ عام 2007، وطالبوا أيضا بتسليم المقر الرئيسي لمدفوعات الإيجار المتأخرة. 

## فهرس
ديرك فانديوال [بالهولندية] (1994). “منشآت البحث ومجموعات الوثائق في الجماهيرية العربية الليبية الشعبية الاشتراكية”. نشرة جمعية دراسات الشرق الأوسط. الولايات المتحدة الأمريكية.